# Evening Standard
Evening Standard, noto anche come The Standard, è un quotidiano locale britannico distribuito gratuitamente a Londra e pubblicato dal lunedì al venerdì in formato tabloid.
Fondato come London Evening Standard e dal 2009 di proprietà dell'imprenditore russo Aleksandr Lebedev, è il quarto quotidiano britannico per diffusione dopo il Sun, il Daily Mail e il Daily Mirror.

## Storia

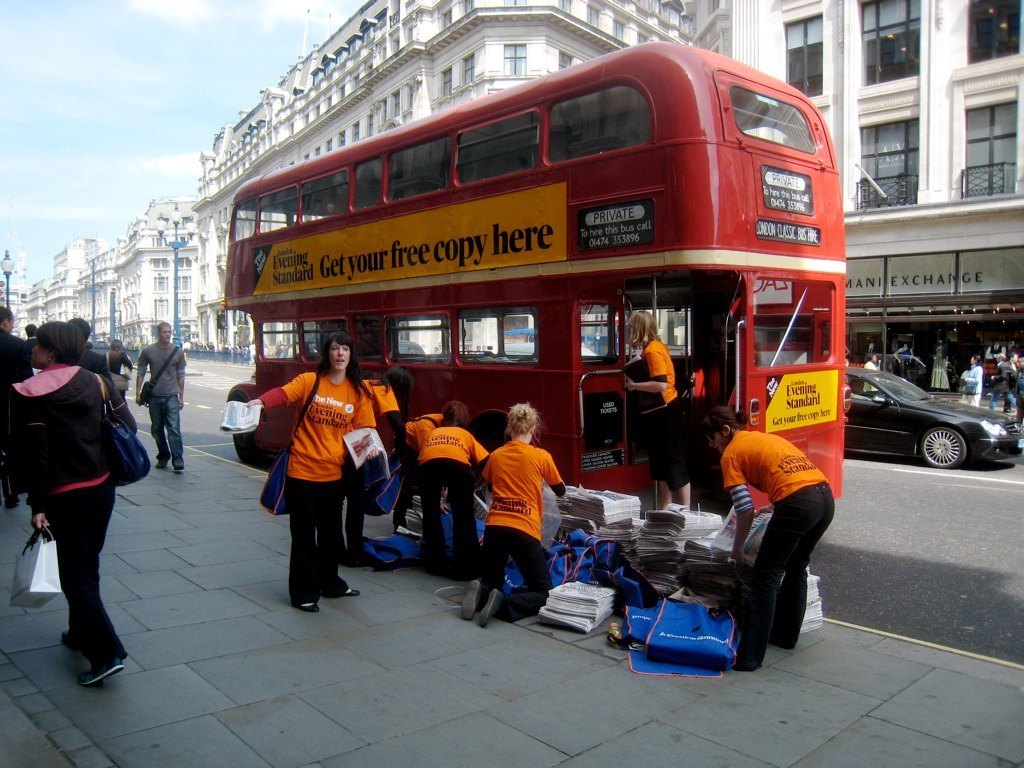
Ragazze distribuiscono copie gratuite dello Standard

Lo Standard fu fondato a Londra il 21 maggio 1827 da Stanley Lees Giffard.
Diventato un quotidiano nel 1857, l'Evening Standard (così venne ribattezzato) da quasi due secoli è il quotidiano simbolo dell'area londinese, ed è ormai considerato parte della cultura cittadina. Pur essendo un quotidiano locale, da sempre dà grande spazio alle notizie di carattere nazionale e internazionale, ed è considerato un punto di riferimento per quanto riguarda gli approfondimenti di arte e cultura.
Il quotidiano è andato incontro nel 2009, dopo l'acquisto da parte dell'uomo d'affari russo Alexander Lebedev (proprietario anche dell'Independent e azionista della Novaja Gazeta),  ad alcune modifiche che lo hanno rivoluzionato. A partire dal titolo, rinominato London Evening Standard. Il cambiamento più notevole è stato tuttavia il passaggio alla free press, che ha incrementato notevolmente il numero di copie distribuite ma soprattutto lette. A lungo vicino al Partito Laburista e a Tony Blair, in occasione delle elezioni parlamentari del 2010 si è schierato a fianco di David Cameron e del Partito Conservatore.
Nel marzo 2018 il nuovo direttore George Osborne, subentrato da pochi mesi a Sarah Sands, riprogetta il giornale con l'eliminazione del termine "Londra" dal titolo come segnale dell'ambizione del quotidiano di avere una maggiore influenza nazionale e internazionale. La testata è ridisegnata, il giornale introduce "segnalazioni" più colorate per le diverse sezioni come notizie, commenti e affari e gli emoji per le rubriche del tempo.
Nel giugno 2019 l'Evening Standard annuncia tagli di posti di lavoro. Osborne, che ai tempi di Cameron è stato l'uomo forte della "campagna Remain" sconfitta al referendum, si dice convinto che Boris Johnson sia l'unico in grado di ricompattare il partito conservatore spaccato dall'era di Theresa May e dalla Brexit.

## Direttori
- 1827: Stanley Lees Giffard
- 1846: Robert Knox
- 1857: sconosciuto
- 1860: Charles Williams
- 1863: Thomas Hamber
- 1871: WH Mudford
- 1899: Byron Curtis
- 1906: William Woodward
- 1912: James A. Kilpatrick
- 1914: DM Sutherland
- 1916: Arthur Mann
- 1920: D. Phillips
- 1923: E. Raymond Thompson
- 1928: George Gilliat
- 1933: Percy Cudlipp
- 1937: Reginald John Tanner Thompson
- 1938: Frank Owen
- 1942: Michael Foot
- 1943: Sydney Elliott
- 1945: Bert Gunn
- 1952: Percy Elland
- 1959: Charles Wintour
- 1976: Simon Jenkins
- 1978: Charles Wintour
- 1980: Louis Kirby
- 1986: John Leese
- 1991: Paul Dacre
- 1992: Stewart Steven
- 1996: Max Hastings
- 2002: Veronica Wadley
- 2009: Geordie Greig
- 2012: Sarah Sands
- 2017: George Osborne